# Atari Karts
Atari Karts es un videojuego de carreras desarrollado por Miracle Designs y publicado por Atari Corporation exclusivamente para Atari Jaguar por primera vez en Norteamérica en diciembre 15 de diciembre de 1995 y posteriormente en Europa el 22 de diciembre del mismo año. Es uno de los primeros títulos desarrollados por Miracle Designs y su modo de juego es similar a la serie Mario Kart, donde los elementos se colocan en puntos predeterminados de las pistas.
En Atari Karts, los jugadores toman el control de uno de los siete personajes disponibles, incluido Bentley Bear, el protagonista del juego de arcade Crystal Castles de 1983. , cada uno con capacidades diferentes. En el modo de un solo jugador, los jugadores compiten contra personajes controlados por computadora en copas de carreras múltiples en cuatro niveles de dificultad y durante las carreras, se puede usar el aumento de velocidad y otros power-up para obtener una ventaja mientras están en multi-carrera. modo jugador dos jugadores pueden participar simultáneamente en las copas. Cuenta con numerosos homenajes a la historia de Atari y sus juegos.
Atari Karts recibió una recepción mixta cuando fue lanzado. Si bien recibió elogios por sus gráficos, sonido y controles, muchos estaban divididos con respecto a la jugabilidad y otros criticaron la falta de potenciadores ofensivos durante los modos para un jugador y multijugador, y la falta de variedad. Los críticos también compararon el juego con Super Mario Kart, que se lanzó tres años antes en SNES. Aunque nunca recibió una secuela directa, Miracle Designs continuaría desarrollando múltiples títulos de carreras de karts como Merlin Racing para Nuon y Rascal Racers para PlayStation, que se consideran sucesores espirituales del juego. Las reseñas retrospectivas del título han sido igualmente divisivas en los últimos años.

## Jugabilidad
Atari Karts es un juego de carreras de karts, similar a Super Mario Kart, que presenta modos para un jugador y multijugador. Durante el juego, los jugadores toman el control de uno de los siete personajes disponibles al comienzo del juego y conducen karts alrededor de pistas. Antes de comenzar a conducir, aparecerá un semáforo y comenzará la cuenta regresiva. Cuando el semáforo se pone verde, comienza la carrera. Las carreras se ven en perspectiva de tercera persona, como si fueran de una cámara que se cierne detrás del kart del jugador. El objetivo del juego es terminar una carrera por delante de otros corredores, que son controlados por la computadora y otros jugadores. Sin embargo, a diferencia de Super Mario Kart, no hay modos de batalla y/o contrarreloj. Cuando comienza el juego, hay cuatro niveles de dificultad disponibles para elegir, cada uno de los cuales consta de tres tazas, aunque al principio solo se puede acceder a un nivel de dificultad. El jugador puede acceder al desafío "Miracle Race" al ganar las tres copas en el nivel de desafío seleccionado. En Miracle Race, uno o dos jugadores compiten en una carrera contra un personaje jefe y, cuando son derrotados, se convierten en personajes jugables. Al presionar Opción en el menú principal, los jugadores pueden acceder a la pantalla de opciones donde se pueden cambiar una serie de configuraciones, como los controles y establecer el tipo de visualización del terreno cuando se compite, con colina (lo que le da a las pistas una montaña rusa- les gusta) siendo el modo predeterminado. Al seleccionar un personaje, otro jugador puede unirse en cualquier momento en la pantalla de selección de personaje. El progreso y la configuración se guardan automáticamente en la EEPROM interna del cartucho y el juego también es compatible con el ProController.
Los mosaicos marcados con una marca específica se disponen en las pistas de carreras; estos otorgan habilidades especiales (potenciadores) al kart de un jugador si el vehículo pasa sobre ellos. Estos potenciadores pueden beneficiar o perjudicar a quienes los recogieron, desde un ícono de conejo que aumenta la velocidad de los jugadores durante unos segundos hasta un ícono rojo que invierte los controles del vehículo durante un breve período de tiempo. bien. En las carreras de dos jugadores, un ícono verde que invierte los controles del oponente es el único poder ofensivo disponible en el juego. Al igual que con Super Mario Kart, cada copa consta de carreras de cinco vueltas y cada una se lleva a cabo en una pista distinta, y se desbloquean más en dificultades más altas, pero para continuar a través de una copa, una cuarta posición o superior debe conseguir en cada carrera. Si un jugador termina en la quinta a la octava posición, se "clasifican" y la carrera debe repetirse a costa de una de un número limitado de vidas hasta que se gane una cuarta posición o más. Si el jugador no tiene vidas cuando se clasifica, el juego termina, aunque los jugadores pueden recoger un ícono de corazón (vida extra) que se coloca en un lugar fijo en la pista.
El juego hace numerosos homenajes a la historia de Atari y sus juegos. Bentley Bear, el personaje principal de Crystal Castles, es un personaje jugable y también tiene una pista basada en su juego. La Copa Borregas es una referencia a la antigua dirección de la empresa: 1196 Borregas Avenue, Sunnyvale, California. El nombre de la Copa Tempest es un tributo al juego de arcade de 1981 de Dave Theurer Tempest. The Miracle Race lleva el nombre de Miracle Designs, el desarrollador del juego.

### Personajes
Atari Karts presenta inicialmente siete personajes jugables, mientras que cuatro personajes jugables más se pueden desbloquear completando los desafíos de "Carrera Mirace" en cada nivel de dificultad para un total de 11 personajes jugables para elegir:
- Regius
- Skully
- Pulpito
- Miz Tress
- Bentley Bear
- Vulky
- Ptarmigan
- Haratari
- Pum King
- Firebug
- Miracle Man

## Desarrollo y lanzamiento

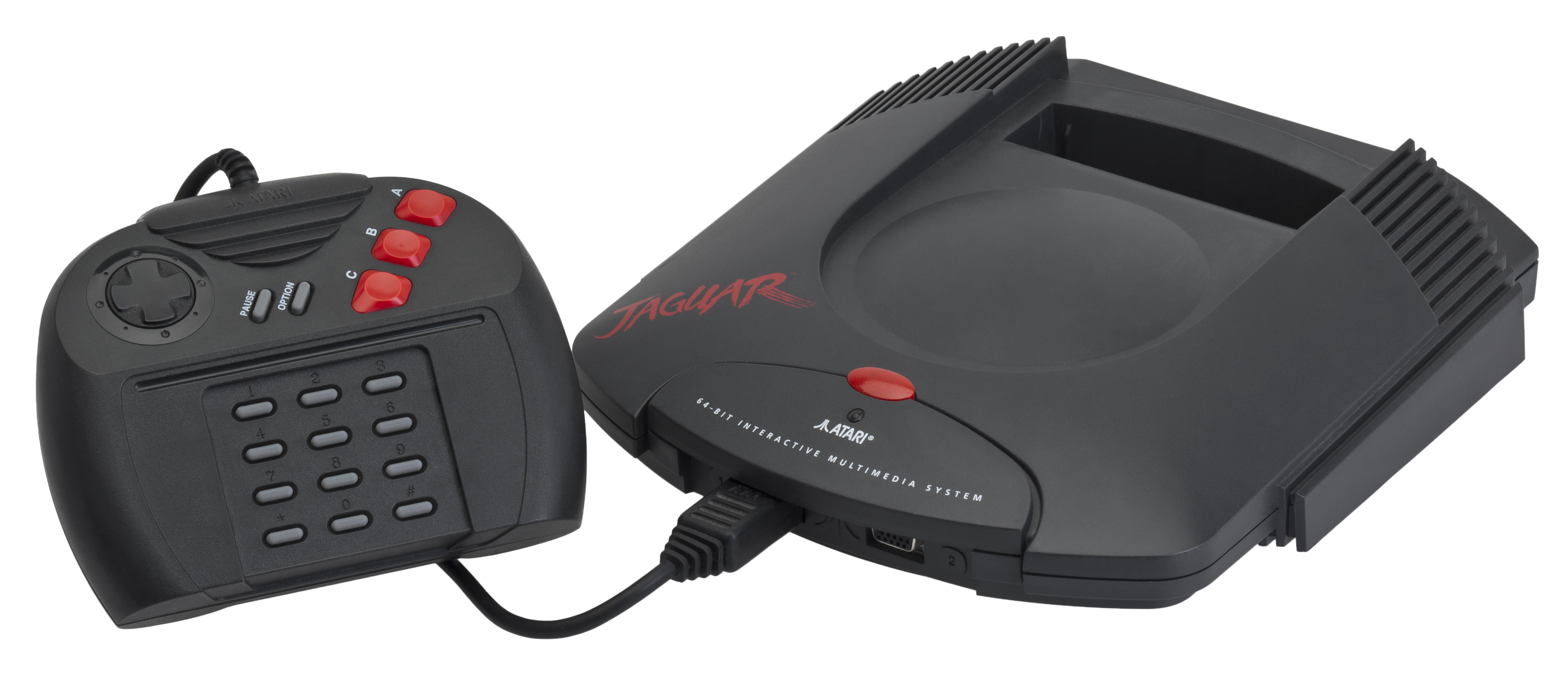
La demostración de Mode 7 creada por Miracle Design para el Atari Jaguar se convirtió en la base del desarrollo de "Atari Karts".

Según el exvicepresidente de desarrollo de terceros de Atari Corporation, Bill Rehbock, los programadores Filip Hautekeete y Peter Vermeulen de Miracle Designs recibieron un kit de desarrollo Alpine para el Atari Jaguar de Atari Corp. y comenzaron a trabajar con él. Tanto Filip como Peter crearon una demostración que mostraba una interpretación emulada del modo de gráficos Mode 7 que se encuentra en Super Nintendo para probar las capacidades de Jaguar y se la enviaron a Bill y al ex empleado de Atari J. Patton. Impresionado con los resultados vistos en la demostración, Atari decidió crear un juego combinando F-Zero y Super Mario Kart, con Bill sugiriendo el uso de Bentley Bear de Crystal Castles junto con otros personajes de Atari, que no llegaron al lanzamiento final y el diseño del juego con una atmósfera "cursi" para la audiencia familiar. Esta demostración se convirtió en el punto de partida para el desarrollo de Atari Karts.
"Atari Karts" hace un uso extensivo de la técnica Modo 7 desarrollada por Miracle Designs para el sistema, presentando terrenos elevados y bajos cuando se compite en las pistas. La banda sonora fue compuesta en 1994 por Fabrice Gillet en ProTracker en un Amiga. Ni él ni las personas que crearon la obra de arte en el juego aparecen en los créditos del juego al final del juego, y el manual solo se refiere a ellos como el "Miracle Designs Team". Atari Karts se desarrolló en Bélgica y se anunció formalmente a principios de 1995 bajo el título provisional Kart. También se presentó una vista previa con un nuevo título provisional; Super Karts, que condujo a la confusión en una edición complementaria de julio de 1995 de la revista Edge que Virgin Interactive se llama de manera similar SuperKarts  se estaba convirtiendo al Jaguar. Tanto en los documentos internos de Atari como en una lista de los próximos juegos para el sistema de la revista VideoGames, figuraba el título del proyecto bajo su nombre final menos la letra S y como título de septiembre de 1995. El desarrollo del juego se completó el 11 de diciembre de 1995, unos días antes del lanzamiento. Se publicó por primera vez en Norteamérica el 15 de diciembre de 1995 y posteriormente en Europa el 22 de diciembre del mismo año. El juego se exhibió durante el evento del Día de la diversión y los juegos organizado por Atari.

## Recepción y legado
Atari Karts recibió críticas mixtas en su mayoría. Los dos reseñantes deportivos de Electronic Gaming Monthly le dieron puntuaciones de 5,5 y 5 sobre 10, criticando particularmente el diseño aburrido de la pista. Uno de ellos aclaró que "Aunque el escenario cambie, cada carrera es un ejercicio de repetición: recoge íconos, no golpees nada". Sin embargo, complementaron la suavidad de los controles. GamePro comentó que el juego estaba bien hecho, pero era demasiado simplista y cursi para atraer a cualquiera que no fuera a los niños pequeños, y concluyó: "Estas carreras presentan el nivel adecuado de ternura y desafío para los jugadores más jóvenes de Jaguar. La pregunta, por supuesto, es ¿cuántos niños de siete años están buscando juegos de Jag?". Un crítico de Next Generation estuvo de acuerdo en que Atari Karts estaba dirigido principalmente a una audiencia más joven y carece de sofisticación, y criticó además que las diversas pistas son visualmente diferentes pero manejan y sentir lo mismo. Sin embargo, dijo que el juego "tiene cierto encanto que lo hace difícil de evitar". Los reseñantes de Electronic Gaming Monthly, GamePro y Next Generation acusaron al juego de ser una imitación evidente de Super Mario Kart. En una revisión retrospectiva de "The Atari Times", Gregory D. George criticó la falta de potenciadores interesantes y la limitada IA enemiga, lo que da como resultado conductores perfectos como competencia del jugador.
Después de que "Atari Karts" fuera lanzado al mercado, Miracle Designs comenzó a trabajar en una secuela del juego, pero nunca avanzó más allá de la fase de planificación. Merlin Racing y Rascal Racers, títulos de carreras desarrollados por el mismo equipo y lanzados para Nuon y PlayStation respectivamente, se consideran sucesores espirituales del juego.